# Lingzhi, Zhejiang
Lingzhi är en köpinghuvudort i Kina. Den ligger i provinsen Zhejiang, i den östra delen av landet, omkring 46 kilometer sydost om provinshuvudstaden Hangzhou. Antalet invånare är 79 923. Befolkningen består av 38 022 kvinnor och 41 901 män. Barn under 15 år utgör 13,0 %, vuxna 15-64 år 79 %, och äldre över 65 år 7,0 %.
Runt Lingzhi är det tätbefolkat, med 613 invånare per kvadratkilometer. Närmaste större samhälle är Shaoxing, 2,9 km söder om Lingzhi. I omgivningarna runt Lingzhi växer i huvudsak blandskog.
Genomsnittlig årsnederbörd är 2 022 millimeter. Den regnigaste månaden är juni, med i genomsnitt 356 mm nederbörd, och den torraste är januari, med 72 mm nederbörd.